# حصار طنجة (1463–1464)
حصار طنجة (1463–1464) هو محاولة فاشلة من قبل البرتغاليين بقيادة أفونسو الخامس ملك البرتغال لاحتلال مدينة طنجة .

## الحصار
بعد الاستيلاء على القصر الصغير، دفع النصر أفونسو إلى الاستعداد لرحلة استكشافية أخرى. هذه المرة، كان الهدف احتلال طنجة.  في نوفمبر 1463، أبحر الملك إلى أفريقيا وهبط هناك. ثم هاجم أفونسو المدينة. ومع ذلك، صُدَّ الهجوم. كان هذا بسبب عزل دوارتي دي مينيسيس، الكونت الثالث لفيانا ، نتيحة دسائس صهره بيدرو دي مينيسيس. وبخ أفونسو العديد من الذين حرضوا الملك على الكونت دوراتي. ثم شنت البرتغال هجوم ثانٍ، هذه المرة بواسطة فرديناند دوق بازو، في يناير 1464. وكان أفونسو قد غادر بالفعل طنجة متوجهاً إلى سبتة . تجاهل فرديناند نصيحة دوارتي خوفًا من أن ينسب النصر لكونت فيانا. فشل الهجوم مرة أخرى. وجرت محاولة أخرى في 19 يناير/كانون الثاني، لكنها فشلت أيضًا.  وبعد الحصار أسر بعض الجنود البرتغاليين. وعندما بدأ المغاربة في فحص جثث البرتغاليين في محاولة للعثور على دوارتي، أخبره سجين برتغالي أنه ليس هنا. 

## تداعيات
علم أفونسو بالهزيمة في طنجة، الأمر الذي ملأه بالفزع، فقرر العودة إلى وطنه. إلا أن تلقى مساعدة أربعة خونة مغاربة أخبروا أفونسو أنه إذا قام بغارة على جبل مجاور في سبتة فإنه سيحقق غنائم كبيرة. ففي فبراير 1464، داهم ملك البرتغال المكان بقوة قوامها ثمانمئة فارس وعدد قليل من المشاة ولكنه تعرض لكمين من قبل القوات المرينية. قُتل معظم فرسانه، ومن بينهم دوارتي، ونجا الملك بالكاد من هذه الكارثة.  

## فهرس
- S. A. Dunham, The History of Spain and Portugal, Vol III, p. 271-2
- H. Banquero Moreno, A Batalha de Alfarrobeira. Antecedentes e Significado Histórico. Vol. II, p. 880-1